# Paracentese
Paracentese é um procedimento médico que envolve a punção de fluido de uma cavidade do corpo através de uma agulha. O termo é mais utilizado para punção da cavidade peritoneal no abdômen.
Este procedimento é utilizado em pacientes com ascite e pode ter finalidade tanto diagnóstica, como terapêutica.